# Dear White People (série télévisée)
Cet article concerne la série télévisée de Netflix. Pour le film sorti en 2014, voir Dear White People (film).
Dear White People, ou Moutons Blancs au Québec, est une série télévisée américaine en quarante épisodes d'environ 30 minutes créée par Justin Simien et basée sur son film homonyme, sorti en 2014. Elle a été diffusée du 28 avril 2017 au 22 septembre 2021 sur Netflix,.

## Synopsis
Le prestigieux campus universitaire de Winchester est en proie aux rivalités, aux amours et aux crises identitaires. Mais il fait face à une nouvelle révolution quand les étudiants blancs qui écrivent pour le magazine université Pastiche débarquent à une soirée en arborant un blackface pour protester contre l'émission de radio Chers amis blancs, animée par une étudiante métisse, Samantha White, dans laquelle elle dénonce les injustices et les comportements racistes sur le campus.

## Distribution

### Acteurs principaux
- Logan Browning (VF : Fily Keita) : Samantha « Sam » White
- Brandon P. Bell (en) (VF : Mike Fédée) : Troy Fairbanks
- DeRon Horton (VF : Simon Koukissa) : Lionel Higgins
- Antoinette Robertson (en) (VF : Caroline Pascal) : Colandrea « Coco » Conners
- John Patrick Amedori (VF : Juan Llorca) : Gabe Mitchell
- Marque Richardson (en) (VF : Diouc Koma) : Reggie Green
- Ashley Blaine Featherson (VF : Virginie Emane) : Joelle Brooks
- Giancarlo Esposito (VF : Nicolas Justamon) : le narrateur

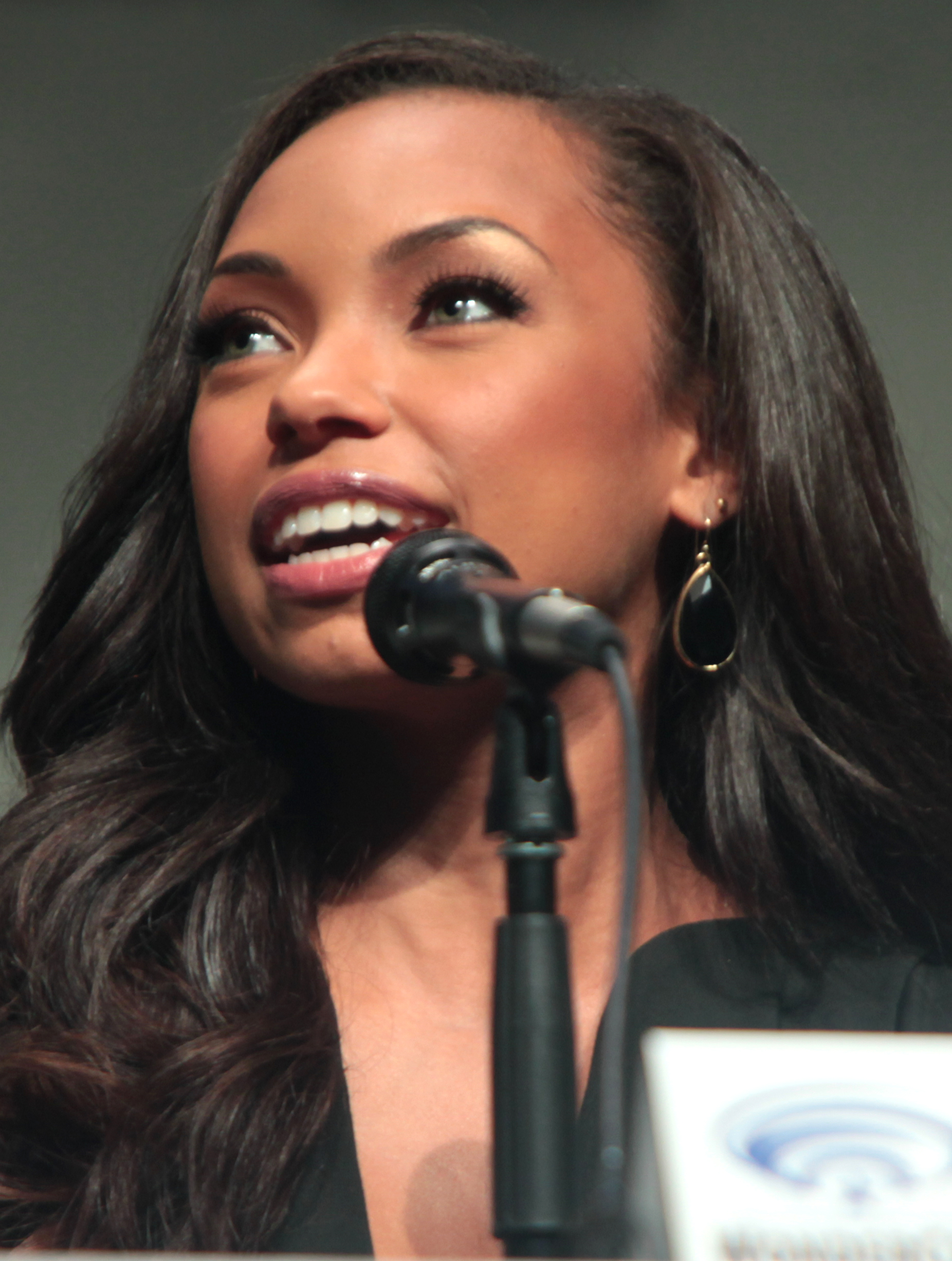
Logan Browning interprète Samantha.
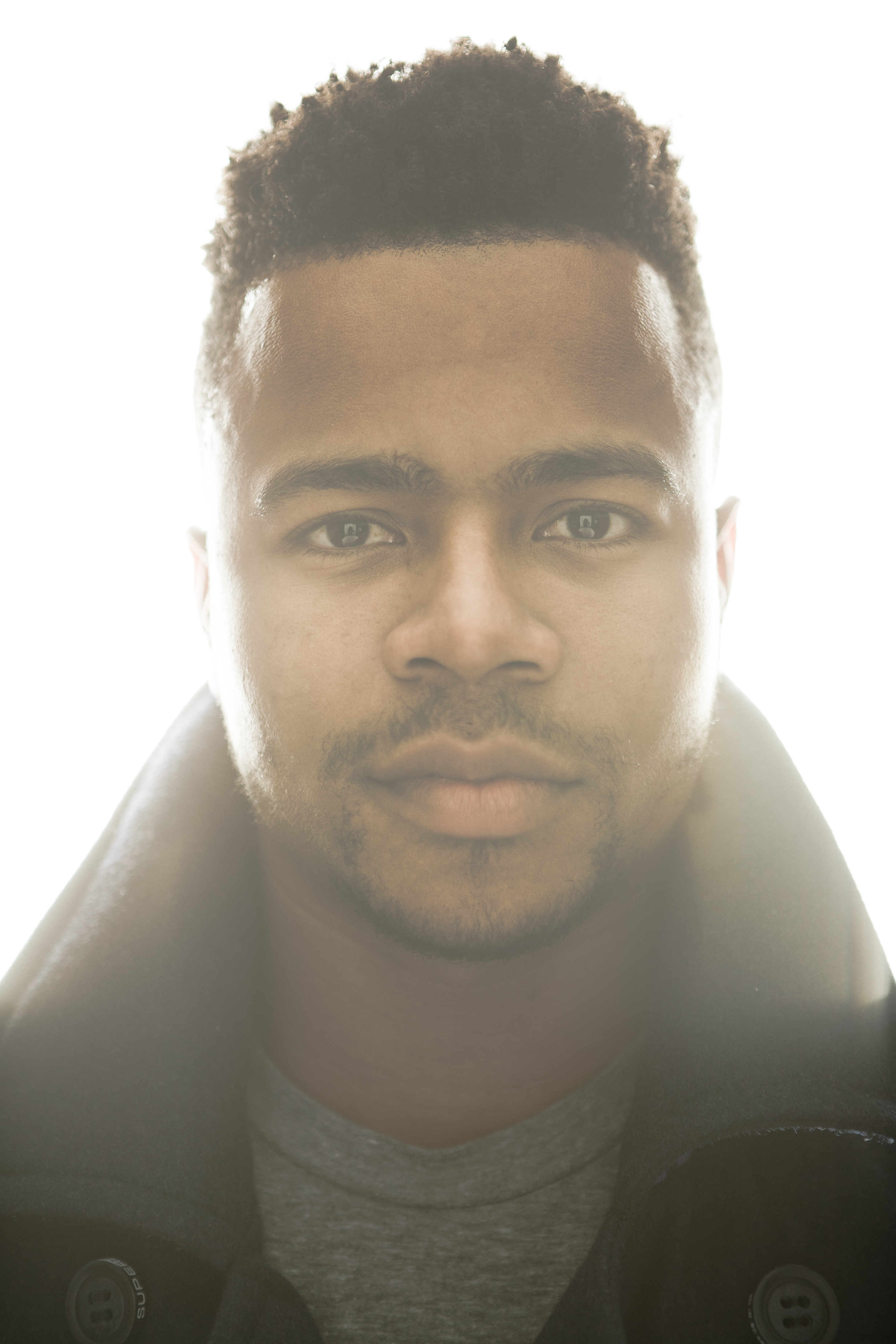
Marque Richardson interprète Reggie.
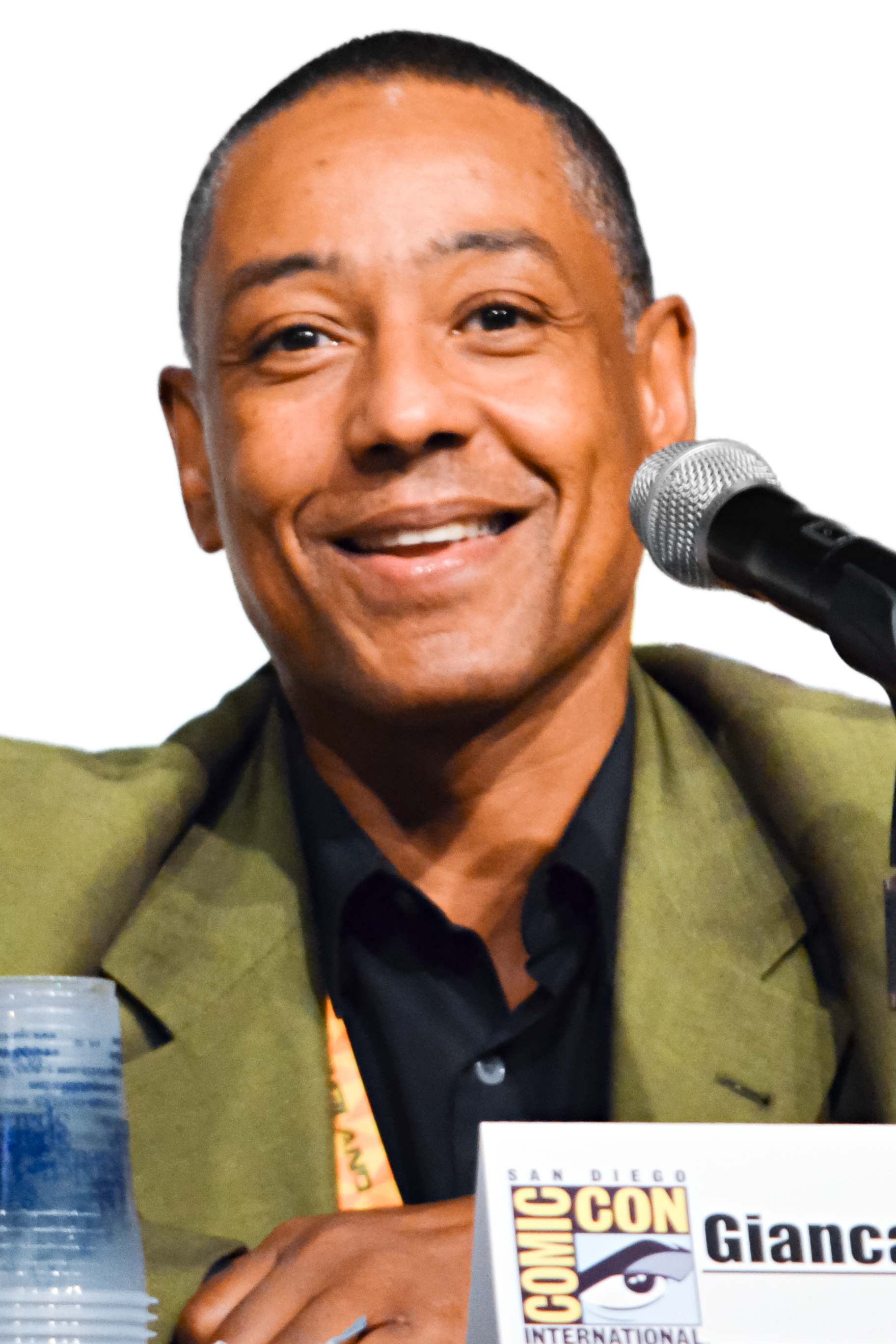
Giancarlo Esposito interprète le narrateur.

### Acteurs récurrents
- Obba Babatundé (VF : Thierry Desroses) : le doyen Fairbanks
- Nia Jervier (VF : Virginie Hénocq) : Kelsey Phillips
- DJ Blickenstaff (VF : David Dos Santos) : Silvio
- Jemar Michael (VF : Olivier Dote-Doevi) : Al
- Jeremy Tardy (VF : Mohad Sanou) : Rashid Bakr
- Caitlin Carver (VF : Marie Nonnenmacher (saison 1) ; Céline Rotard (saison 2)) : Muffy Tuttle
- Wyatt Nash (en) (VF : Franck Lorrain) : Kurt Fletcher
- Courtney Sauls (VF : Marie Bouvier) : Brooke
- John Rubinstein (VF : Tristan Petitgirard) : le président Fletcher (saison 1)
- Brant Daugherty (VF : Charles Pestel) : Thane Lockwood (saison 1)
- Nia Long (VF : Laurence Charpentier) : Neika Hobbs (saison 1)
- Francia Raisa (VF : Vanessa Van-Geneugden) : Vanessa (saison 1)
- Alex Alcheh (VF : Sébastien Ossard) : Milo (saison 1)
- Rudy Martinez (VF : Antoine Michaelis) : Wesley Alvarez (depuis saison 2)
- Lena Waithe : P. Ninny (depuis saison 2)

### Invités spéciaux
- Tyler James Williams (VF : Guillaume Desmarchelier) : Carson (saison 2, 2 épisodes)
- Tessa Thompson (VF : Constance Syl) : Rikki Carter (saison 2, 2 épisodes)
- Wendy Raquel Robinson (en) : Tina White (saison 2, épisode 9)

Version française
- Société de doublage : BTI Studios[3],[4]
- Direction artistique : Magali Barney[3],[4]
- Adaptation des dialogues : Alain Berguig, Yannick Ladroyes, Cyrielle Roussy, Mirentxu Pascal d'Audaux, Valérie Tatéossian et Aurélia Naamani[4]

 Source et légende : version française (VF) sur RS Doublage et Doublage Séries Database

## Production

### Développement

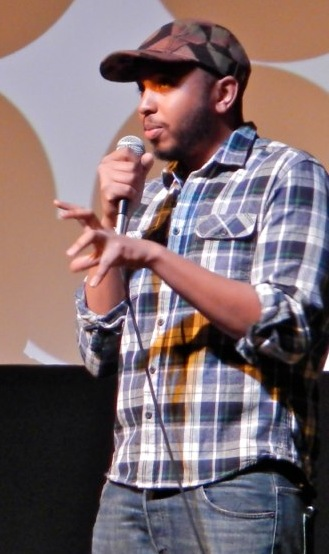
Justin Simien, créateur de la série et réalisateur du film dont elle est adaptée.

Le 5 mai 2016, la plateforme de streaming Netflix annonce l’adaptation du film Dear White People de Justin Simien en série avec la commande d'une première saison, qui sera composée de dix épisodes d'environ trente minutes chacun, pour une diffusion en 2017,.
Le 8 février 2017, Netflix dévoile le lancement de la série pour le 28 avril 2017 sur sa plateforme,.
Le 30 juin 2017, le service annonce le renouvellement de la série pour une deuxième saison de dix épisodes, mise en ligne le 4 mai 2018,.
Le 22 juin 2018, Netflix annonce le renouvellement de la série pour une troisième saison, diffusée en 2019.
Le 2 octobre 2019, elle est renouvelée pour une quatrième saison, qui sera la dernière.

### Distributions des rôles
Brandon P. Bell est le premier acteur à rejoindre la distribution le 21 juillet 2016. Déjà présent dans le film, il reprendra le rôle de Troy Fairbanks qu'il interprétait déjà dans le film. Le même jour, Logan Browning décroche le rôle de Samantha White, interprétée par Tessa Thompson dans le film.
Le 1er septembre 2016, Antoinette Robertson et DeRon Horton sont annoncés au sein de la distribution principale. Ashley Blaine Featherson et Marque Richardson, déjà présent dans le film, reprendront les rôles qu'ils tenaient dans le film.
Le 7 septembre 2016, deux acteurs sont annoncés à la distribution récurrente : Wyatt Nash décroche le rôle de Kurt Fletcher et Nia Jervier celui de Kelsey Phillips qu'elle tenait déjà dans le film.

## Épisodes

### Première saison:Volume 1(2017)
Composée de dix épisodes, elle a été mise en ligne le 28 avril 2017 sur Netflix.
1. Chapitre I (Chapter I)
2. Chapitre II (Chapter II)
3. Chapitre III (Chapter III)
4. Chapitre IV (Chapter IV)
5. Chapitre V (Chapter V)
6. Chapitre VI (Chapter VI)
7. Chapitre VII (Chapter VII)
8. Chapitre VIII (Chapter VIII)
9. Chapitre IX (Chapter IX)
10. Chapitre X (Chapter X)

### Deuxième saison:Volume 2(2018)
Composée de dix épisodes, elle a été mise en ligne le 4 mai 2018 sur Netflix.
1. Chapitre I (Chapter I)
2. Chapitre II (Chapter II)
3. Chapitre III (Chapter III)
4. Chapitre IV (Chapter IV)
5. Chapitre V (Chapter V)
6. Chapitre VI (Chapter VI)
7. Chapitre VII (Chapter VII)
8. Chapitre VIII (Chapter VIII)
9. Chapitre IX (Chapter IX)
10. Chapitre X (Chapter X)

### Troisième saison:Volume 3(2019)
Composée de dix épisodes, elle a été mise en ligne le 2 août 2019 sur Netflix.
1. Chapitre I (Chapter I)
2. Chapitre II (Chapter II)
3. Chapitre III (Chapter III)
4. Chapitre IV (Chapter IV)
5. Chapitre V (Chapter V)
6. Chapitre VI (Chapter VI)
7. Chapitre VII (Chapter VII)
8. Chapitre VIII (Chapter VIII)
9. Chapitre IX (Chapter IX)
10. Chapitre X (Chapter X)

### Quatrième saison:Volume 4(2021)
Cette dernière saison de dix épisodes est sortie le 22 septembre 2021 sur Netflix. Comme révélé dans une première bande-annonce diffusée le 6 août 2021, cette ultime saison est une comédie musicale.
Tout comme les saisons précédentes, les épisodes sans titres sont numérotés de un à dix chapitres.

## Accueil

### Critiques
La première saison de la série a reçu des critiques très positives sur le site agrégateur de critiques Rotten Tomatoes, recueillant 100 % de critiques positives, avec une note moyenne de 8,59/10 sur la base de 47 critiques collectées. L'intégralité des critiques reçue par la saison sur le site sont positives, devenant l'un des rares programmes à ne recevoir aucune critiques négatives sur Rotten Tomatoes.
La saison obtient le statut « Frais », le certificat de qualité du site. Le consensus critique établi par le site résume que la saison est dans son temps, provocante et écrite avec mordant et termine en indiquant que la série est un mélange divertissant de commentaires sociaux et d'humour incisif.
La deuxième saison de la série a également reçu des critiques uniquement positives sur Rotten Tomatoes, recueillant 100 % de critiques positives, avec une note moyenne de 9,58/10 sur la base de 23 critiques collectées. Elle obtient également le statut « Frais ». Son consensus critique résume que la série effectue un retour excellent avec plus de maturité émotionnelle qui renforce le côté puissant de la série et son portrait pertinent des relations raciales en Amérique. Il existe cependant un net différentiel entre les critiques professionnelles  ditirambiques et l'appréciation du public ayant visionné : la série recueillant une note extrêmement basse de satisfaction d'audience à 51 % seulement de notes supérieures à 3,5 sur 5.
Sur Metacritic, la série reçoit également des critiques positives. La première saison obtient une note de 85/100 basée sur 21 critiques collectées et la deuxième, une note de 89/100 basée sur 7 critiques collectées.